# 三分一政男
三分一 政男（さんぶいち まさお、1932年 - ）は、日本の工学研究者。教育者。山口大学第8代目学長。同大学名誉教授。工学博士（1967年、名古屋大学にて取得）。

## 略歴
1932年生まれ。1967年名古屋大学工学部化学工学科にて、「定圧濾過の理論的ならびに実験的解析」で工学博士となる。1990年から1993年まで山口大学第8代目学長を務めた。同大名誉教授。1995年より宇部工業高等専門学校の第7代目校長に就任（2001年まで）。広島大学工学部元教授。

## 栄典
- 2008年11月、76歳の時、瑞宝重光章を受章[3][4]。

## 論文・研究
- 三分一政男, 「定圧濾過の理論的ならびに実験的解析」 名古屋大学 博士論文, 甲第352号, 1967年, NAID 500000422892
- 三分一政男, 中倉英雄, 「濃厚懸濁液の遠心沈降・濾過 (最近の固液分離技術の展開<特集>)」『ケミカルエンジニヤリング』 35巻 3号 p.234-238, 1990-03, NAID 40001052134
- 三分一政男, 中倉英雄, 大佐々邦久, 「濃厚スラリーの界面沈降速度と初高の影響」『日本鉱業会誌』 103巻 1188号 1987年 p.109-114, 日本鉱業会, doi:10.2473/shigentosozai1953.103.1188_109
- 中倉英雄, 中武隆士, 三分一政男, 大佐々邦久, 「ショ糖を含む寒天ゲルの定圧圧搾脱水」『日本食品科学工学会誌』 2002年 49巻 1号 p.12-18, doi:10.3136/nskkk.49.12